# Polski mistrzowski manewr (album)
Polski Mistrzowski Manewr – debiutancki album studyjny polskiej grupy hip-hopowej PMM. Wydawnictwo ukazało się 13 grudnia 2008 roku nakładem wytwórni muzycznej Fat Flow Lejbel.

## Lista utworów
1. "Intro" - 1:17
2. "PMM" - 2:57
3. "Z tych samych miejsc" (gościnnie: Zeus) - 3:39
4. "Dystans" - 2:21
5. "Pochodzę z bloków"  (gościnnie: Grammatik) - 3:38
6. "Jadziem dalej"  (gościnnie: Beata Andrzejewska) - 3:08
7. "SZ-N wita!!!" (gościnnie: Sobota) - 4:07
8. "TPND" - 3:17
9. "Mistrzostwo" - 3:16
10. "Gdybym mógł" (gościnnie: Beata Andrzejewska) - 3:44
11. "Wyjazd z baru" (gościnnie: Kajman, Pih) - 4:08
12. "Co jest 5" - 2:36
13. "Idę tam" - 3:04
14. "Kiedy mówię" - 2:54
15. "Wiem, że chcesz wiedzieć" - 2:45
16. "Banger" - 3:27
17. "Hatboj" (gościnnie: Ten Typ Mes) - 3:42
18. "Goniąc życie" (gościnnie: Ero) - 3:48
19. "Nie chcesz tego" - 2:31
20. "Z wiarą" - 2:44
21. "Outro" - 4:33